# (7113) Ostapbender
(7113) Ostapbender est un astéroïde de la ceinture principale.

## Description
(7113) Ostapbender est un astéroïde de la ceinture principale. Il fut découvert le 29 septembre 1986 à Naoutchnyï par Lioudmila Karatchkina. Il présente une orbite caractérisée par un demi-grand axe de 2,96 UA, une excentricité de 0,05 et une inclinaison de 12,7° par rapport à l'écliptique.

## Compléments